# Václav Antonín Wagner
Václav Antonín Wagner (26. září 1897 Jaroměř – 26. září 1944 Jaroměř) byl český sochař a restaurátor, bratr sochaře Josefa Wagnera.
Václav Antonín Wagner pocházel z významné sochařské rodiny Wagnerů. Jeho otcem byl Jakub Wagner a matkou Adéla, rozená Stuchlíková. Druhé křestní jméno Antonín dostal podle svého strýce Antonína Pavla Wagnera – významného sochaře, mj. autora soch v Národním muzeu a Národním divadle. Jeho kmotry byli cestář Morávek, dcera pekaře Marie Hořeňovská a cukrář Robert Rohn.
Václav byl velmi nadaný a uvádí se, že neprávem opomíjený. Absolvoval sochařskou školu v Hořicích a byl i žákem J. V. Myslbeka a O. Španiela na Akademii výtvarných umění v Praze (1916–1923). Následně se stal asistentem sochaře Břetislava Bendy.
Působil v Jaroměři, ale natrvalo se usadil ve Dvoře Králové nad Labem, kde vytvořil svá klíčová díla. Vynikl zejména v drobné plastice. Zabýval se ale také restaurováním soch (např. Kukský Betlém 1936–1937).
Díky podpoře F. Polického mohl podniknout cestu do Itálie.
Byl jmenován čestným občanem města Dvora Králové nad Labem.

## Dílo (výběr)
- Portrét dívky, alabastrová plastika (1921)
- Amor, plastika z pálené hlíny (1923)
- Rozsévač, plastika na hrobě rodiny Čermákových, Jaroměř (1925)
- Alegorie, budova Občanské záložny, Jaroměř (1926–1927) – společně s. J. Wagnerem
- Alegorie, budova Okresní národní pojišťovny, Jaroměř (1929) – společně s. J. Wagnerem
- Svatováclavská medaile (1929)
- Portrét V. Králíčka (1925)
- Dobrý pastýř, plastika z pískovce (1926)
- Kristus utěšitel, bronzový reliéf, hrob, Jaroměř (1928–1929)
- O. Pospíšil, sádrová busta (1926)
- Vojín a rozsévač, pískovec (1925)
- Kristus utěšitel, bronzový reliéf, hrob rodiny Köcherové, Jaroměř (1928–1929)
- Hrobka rodiny Simlovy, pískovec, Heřmanice (1925)
- Památník obětem války, Chotěvice (1924), spolupráce J. Wagner[4]
- Busta Boženy Němcové, Jaroměř (sádrový model 1938, realizace 1947 – A. Wagnerem). Na podstavci v zadní části nápis: „dílo předčasně zesnulého jaroměřského sochaře Václava Wágnera“. Sádrový model je uložen v Městském muzeu v Jaroměři.[5]